# 苏格兰教堂 (巴黎)
苏格兰教堂 (The Scots Kirk)是法国唯一的英语长老会教堂和唯一的苏格兰教会堂会。该堂位于市中心的巴黎第八区Bayard街17号，靠近香榭丽舍大街。
该堂会成立于1858年，最初在卢浮堂（l'Oratoire du Louvre）聚会。自1885年购买此处的美国圣公会教堂，开始在此处礼拜。二战后于1957年重建，由伊丽莎白二世奠基。目前的建筑系2002年重建。
巴黎和会期间，美国总统伍德罗·威尔逊和英国首相大卫·劳合·乔治曾一同在该堂礼拜。